# Дафинов лист
Дафиновите листа са ароматичните листа на няколко вида от семейство Лаврови (Lauraceae). Дафиновите листа се използват в готварството пресни или сушени.
- Средиземноморски дафинов лист
Листата на лавъра (Laurus nobilis) са подправка, често използвана за подправяне на супи, яхнии, задушени ястия, пастети и туршии в средиземноморската кухня.
- Калифорнийски дафинов лист
Листът на калифорнийското лаврово дърво (Umbellularia californica), познато още като орегонска мирта, е подобен на средиземноморския, но има по-наситен вкус.
- Индийски дафинов лист (наричан също теджпат(а))
Листът на дървото Cinnamomum tejpata, подобен по миризма и вкус на канела, но по-слаб. Той прилича на другите видове дафинови листа, но се различава по употребата си в готварството, защото миризмата и вкуса му са по-близки до тези на китайската канела (касия). Нарича се дафинов лист некоректно, тъй като е от едно същото семейство с лавъра, но е от друг род.
- Индонезийски дафинов лист (даун салам, мантинг)
Листата на растението Syzygium polyanthum от семейство Миртови (Myrtaceae) не са добре познати на Запад и се използват почти изключително в Индонезия и Малайзия. Използват се сушени или пресни при приготвяне на месо и по-рядко – на зеленчуци. В сравнение с другите видове дафинов лист, имат доста различна миризма, която е и по-слаба. За да освободят миризмата си, трябва да се подложат на термична обработка.

Съдържа голямо количество минерали: манган, калций, калий, фосфор, магнезий, желязо, натрий и цинк. Стимулира храносмилателната система, защитава черния дроб и предпазва от газове.
В големи дози може да доведе до повръщане, тъй като стимулира прекалено храносмилателната система.